# Bendis umbrata
Bendis umbrata är en fjärilsart som beskrevs av Walker 1865. Bendis umbrata ingår i släktet Bendis och familjen nattflyn. Inga underarter finns listade i Catalogue of Life.